# راضی بن عبدالسلام
راضی بن عبدالسلام (عربی: راضي بن عبد السلام؛ ۲۸ فوریه ۱۹۲۹ – ۴ اکتبر ۲۰۰۰) دونده مراتن اهل مراکش بود.
وی در مسابقات کشوری و بین‌المللی در مجموع برندهٔ ۱ مدال طلا شده‌است.